# Alisarda
Alisarda era uma companhia aérea italiana com sede em Ólbia, Sardenha, que operou entre 1963 e 1991 antes de se fundir com a Universair para se tornar Meridiana.

## História

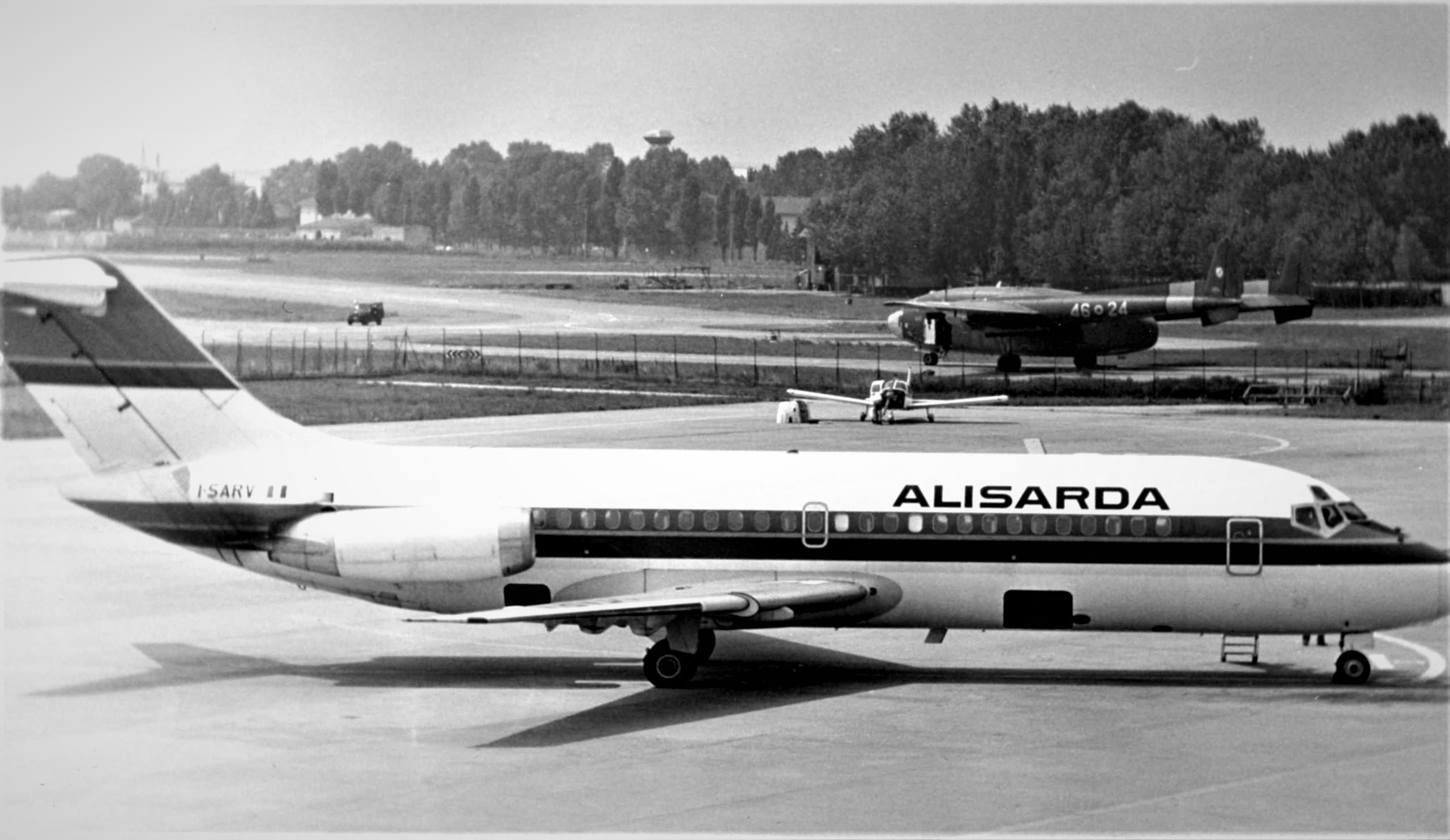
Um McDonnell Douglas DC-9 da Alisarda nos anos 70

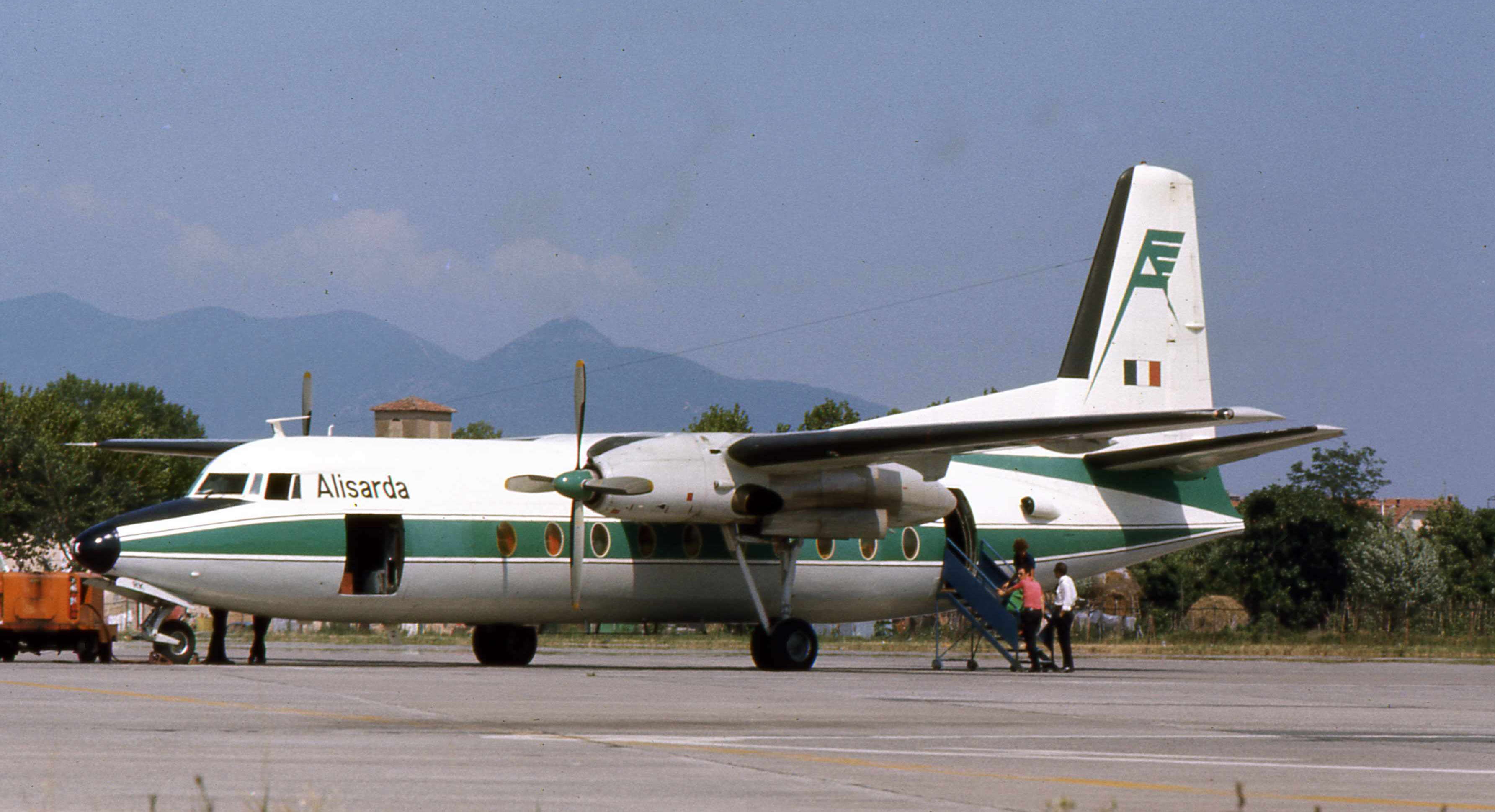
Um Fokker F27 da Alisarda em 1974

Alisarda foi fundada pelo Aga Khan em março de 1963 como empresa de táxi aéreo e fretamento para servir a Costa Esmeralda. As operações programadas começaram em maio de 1966. A companhia aérea usou aeronaves Nord 262 entre Olbia e Roma. Estes foram substituídos em 1969 pelo Fokker F27 Friendship e com essas aeronaves, as rotas para Pisa, Bolonha e Cagliari foram iniciadas. Em 1975, a frota era totalmente composta de DC-9s. No início da década de 1980, era uma empresa associada do Consorzio Della Costa Smeralda, na qual o príncipe Karim Aga Khan detinha uma participação maioritária.
Em 1986, a Alisarda adquiriu 50% da Avianova. Em meados de 1987, a transportadora recebeu um segundo MD-82 e uma terceira aeronave desse tipo foi encomendada. 
Em março de 1990, o número de funcionários era de aproximadamente 1.000 e o presidente era Sergio Peralda. Naquela época, a companhia aérea era propriedade de vários grupos financeiros nos quais o príncipe Karim Aga Khan tinha grande interesse. A frota consistia em seis McDonnell Douglas DC-9-51s e cinco MD-82s. Os serviços regulares foram transportados para Bolonha, Cagliari, Gênova, Milão, Nápoles, Olbia, Pisa, Roma e Verona, e Frankfurt, Genebra, Munique, Nice, Paris, Turim e Zurique.
Em 1991, a Alisarda e a companhia aérea espanhola Universair se fundiram para formar a Meridiana.

## Frota

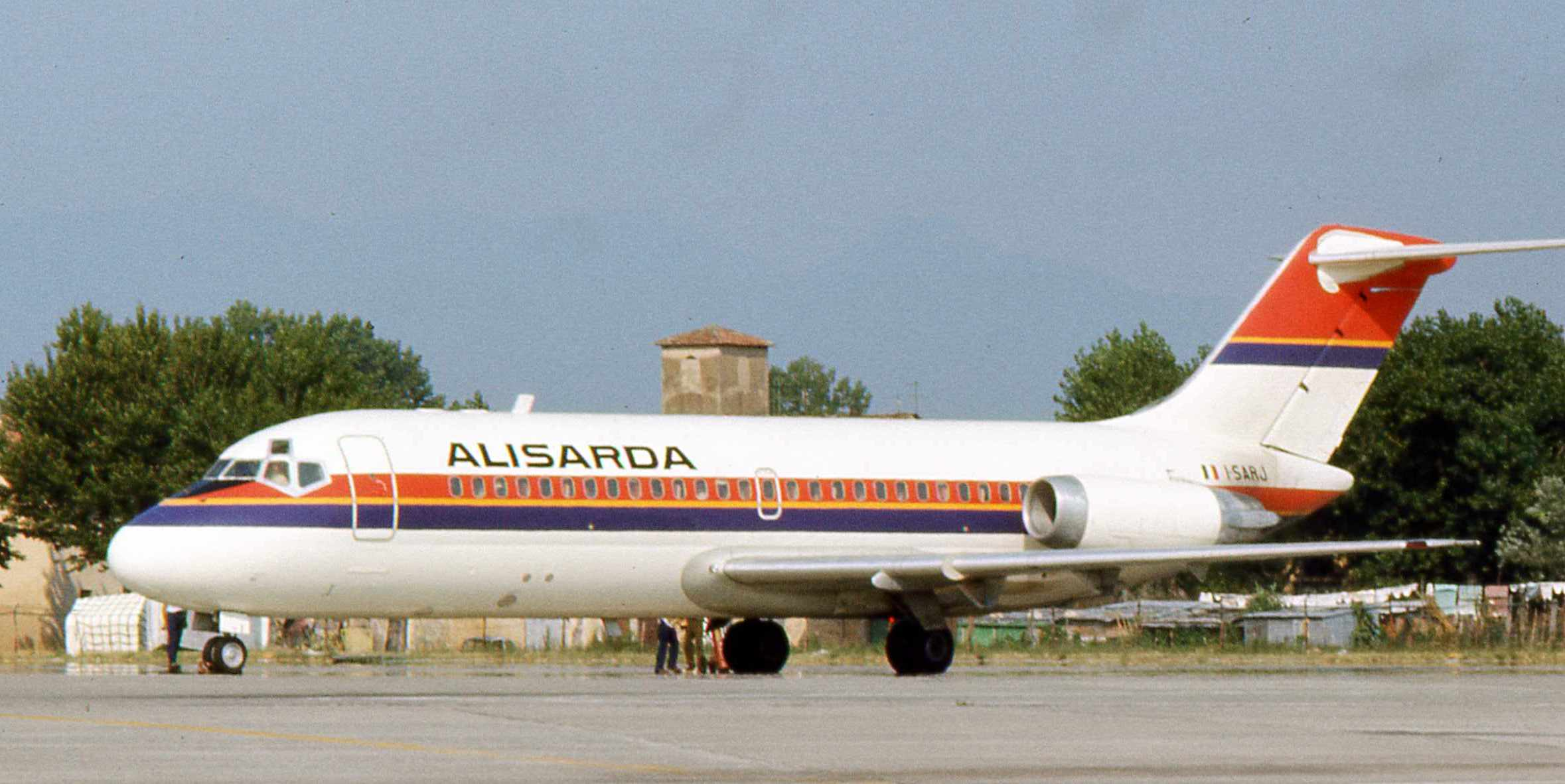
Um McDonnell Douglas DC-9 da Alisarda

A frota da Alisarda consistia nas seguintes aeronaves:
| Aeronaves               | Total | Notas |
| ----------------------- | ----- | ----- |
| McDonnell Douglas MD-82 | 7     |       |
| McDonnell Douglas DC-9  | 11    |       |
| British Aerospace 146   | 1     |       |
| Total                   | 19    |       |